# له روی (مینه‌سوتا)
له روی، مینه‌سوتا (به انگلیسی: Le Roy, Minnesota) یک شهر در ایالات متحده آمریکا است که در شهرستان مور، مینه‌سوتا واقع شده‌است.

## خصوصیات
له روی ۱٫۷۹ کیلومترمربع مساحت و ۹۲۹ نفر جمعیت دارد و ۳۹۳ متر بالاتر از سطح دریا واقع شده‌است.